# 第28回ブルーリボン賞 (鉄道)

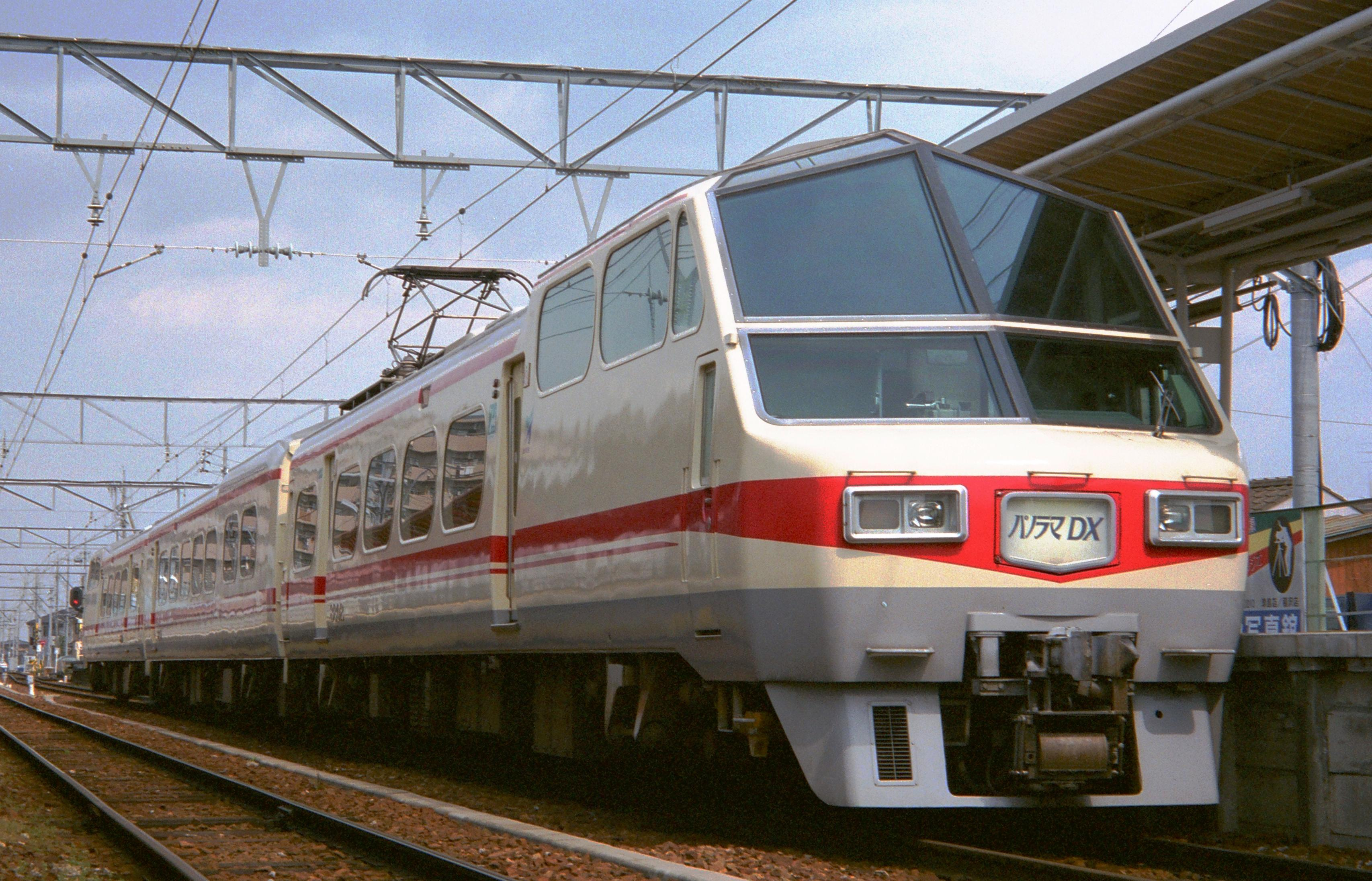
第28回ブルーリボン賞
名鉄8800系

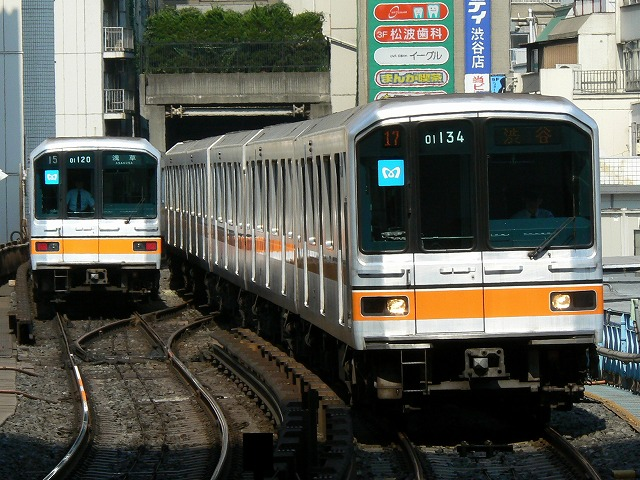
第25回ローレル賞
営団01系

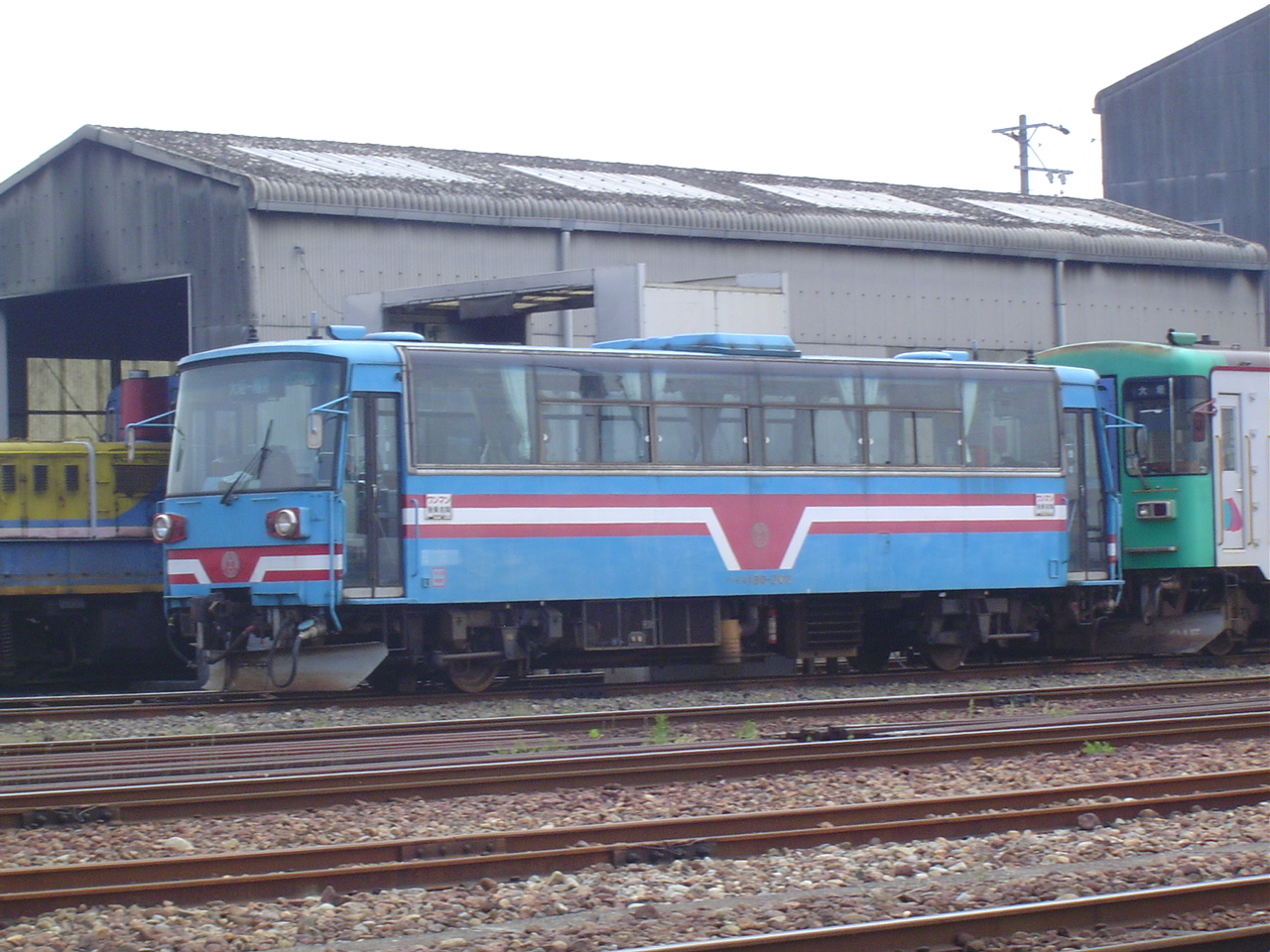
第25回ローレル賞
樽見鉄道ハイモ180形

第28回ブルーリボン賞（だい28かいブルーリボンしょう）は、1985年に鉄道友の会が選定したブルーリボン賞である。本項では、第25回ローレル賞（だい25かいローレルしょう）についても併せて記す。

## 概要
日本国内で使用する鉄道・軌道車両のうち、1984年1月1日から12月31日までの間に日本国内で営業運転に就いた新形式車両またはそれとみなせる車両で、候補車両決定の時点で現に営業をしていることを概ねの要件とする選定候補車両25車種のなかから、ブルーリボン賞1形式、ローレル賞2形式が選定された。

## 選定車両

### ブルーリボン賞
名古屋鉄道 8800系電車全投票数3,962票（一人2票投票可能なため、総票数は7,924票）中、2,658票を得票。日本初のハイデッカー形前面展望室、2・4・6人用コンパートメントを配した構成。旅客誘致のための新たな設備・スタイル・デザインが評価された。
- 次点は営団01系電車（777票）[1]

### ローレル賞
帝都高速度交通営団 01系電車
得票数は名鉄8800系に次ぎ2位。斬新なデザインにより銀座線のイメージを明るくしたとされたことと、乗りやすくなったアコモデーション（接客設備）で授賞対象に選定された。
樽見鉄道 ハイモ180形気動車
1984年に各地で多数開業した第三セクター鉄道向け車両の一つであるが、経済性の高いレールバスであることと、冷房装置を装備していることなどが評価された。

## 候補車両
鉄道友の会ブルーリボン賞・ローレル賞選考委員会が候補車両とした25車種。
| 会社名             | 車両形式                                         |
| ------------------ | ------------------------------------------------ |
| 日本国有鉄道       | 713系900番台電車 715系電車 オハネ14形700番台客車 |
| 三陸鉄道           | 36-100形・36-200形気動車                         |
| 住宅・都市整備公団 | 2000形電車                                       |
| 京王帝都電鉄       | 7000系電車                                       |
| 帝都高速度交通営団 | 01系電車                                         |
| 東京都交通局       | 7500形電車                                       |
| 横浜市交通局       | 2000形電車                                       |
| 伊豆箱根鉄道       | 5000系電車                                       |
| 名古屋鉄道         | 6500系電車 8800系電車 キハ10形気動車             |
| 樽見鉄道           | ハイモ180形気動車 TDE10形ディーゼル機関車        |
| 神岡鉄道           | KM-100形・KM-150形気動車                         |
| 京福電気鉄道       | モボ501形電車                                    |
| 近畿日本鉄道       | 1250系電車                                       |
| 京阪電気鉄道       | 600形電車                                        |
| 阪急電鉄           | 6330系電車                                       |
| 阪神電気鉄道       | 8000系電車                                       |
| 大阪市交通局       | 20系電車                                         |
| 岡山電気軌道       | 7400形電車                                       |
| 広島電鉄           | 800形電車                                        |
| 高松琴平電気鉄道   | 1070形電車                                       |